# Hanna Zwetawa
Hanna Zwetawa (belarussisch Ганна Цветава, engl. Transkription Hanna Tsvetava; * 19. Oktober 1984 im Woblasz Mahiljou) ist eine belarussische Biathletin.
Hanna Zwetawa ist Sportlehrerin und Sportsoldatin. Sie startet für Dinamo Mahiljou und wird von Kunkevich und Sokolovsky trainiert. Ihr internationales Debüt gab sie bei den Junioren-Biathlon-Europameisterschaften 2004 in Minsk in ihrer belarussischen Heimat. Im Einzel erreichte sie den 24. Platz, wurde 22. des Sprints und 20. im Verfolgungsrennen. Es folgte die Teilnahme an den Militär-Skiweltmeisterschaft 2004 in Östersund, bei denen die Belarussin 43. des Sprints wurde.
Es dauerte zwei Jahre, bis Zwetawa bei den Sommerbiathlon-Weltmeisterschaften 2006 in Ufa ihre nächsten internationalen Rennen bestritt und damit erstmals bei den Frauen im Leistungsbereich antrat. Bei den Wettkämpfen im Crosslauf erreichte sie den zehnten Platz im Sprint und wurde 13. der Verfolgung, auf Skirollern wurde sie in Sprint wie auch in der Verfolgung Elfte. Zum Auftakt der Saison 2006/07 debütierte Zwetawa auch im Biathlon-Europacup. Ihr erstes Rennen bestritt sie in Obertilliach und wurde dort in ihrem ersten Sprint 44. Ein 31. Platz ist ihr bisher bestes Resultat in der zweithöchsten Rennserie des internationalen Biathlons. Höhepunkt im Winter 2007 wurde die Winter-Universiade, die in Cesana San Sicario ausgetragen wurde. Zwetawa erreichte auf den Strecken der Olympischen Winterspiele 2006 die Plätze 17 im Einzel, 15 im Sprint, 22 in der Verfolgung und 14 im Massenstart. Im weiteren Verlauf des Jahres startete sie auch bei den Sommerbiathlon-Weltmeisterschaften 2007 in Otepää und belegte die Plätze 22 im Sprint und zehn in der Verfolgung im Crosslauf. Bei den Militär-Skiweltmeisterschaft 2008 in Hochfilzen erreichte Zwetawa die Plätze 33 im Einzel, neun im Team und sechs mit der Militärpatrouille. In der Mixed-Staffel verpasste sie zudem als Viertplatzierte knapp eine Medaille. 2009 kamen bei den Sommerbiathlon-Europameisterschaften in Nové Město na Moravě die Plätze 14 in Sprint und Verfolgung hinzu. Bei den Biathlon-Europameisterschaften 2010 in Otepää kam Zwetawa auf die Plätze 48 im Einzel, 33 im Sprint und 29 in der Verfolgung. Zudem trat sie zum Saisonabschluss bei den Militär-Skiweltmeisterschaft 2010 in Brusson und wurde dort 38. des Sprints und Neunte im Militärpatrouillenlauf.